# Mieczysław Jakubowski (1883–1940)
Mieczysław Jakubowski (ur. 22 kwietnia 1883 w majątku Córków, woj. wołyńskie  zm. wiosną 1940 w Katyniu) – chorąży Wojska Polskiego, kawaler Krzyża Walecznych, ofiara zbrodni katyńskiej.

## Życiorys
Urodził się w rodzinie Kazimierza i Celiny. Absolwent gimnazjum w Chyrowie. Jako żołnierz I Korpusu Polskiego w Rosji brał udział w I wojnie światowej. W wojnie 1920 w szeregach 1 dywizjonu artylerii konnej, następnie w 4 dywizjonie artylerii konnej. 
W okresie międzywojennym pozostał w wojsku. Od 1921 służył w 4 dywizjonie artylerii konnej. Od grudnia 1934 podoficer poligonowy w Komendzie Obozu Ćwiczeń Pohulanka. 
W kampanii wrześniowej wzięty do niewoli przez Sowietów, osadzony w Kozielsku. 22 kwietnia 1940 przekazany do dyspozycji naczelnika smoleńskiego obwodu NKWD – lista wywózkowa 040/3 z 20.04.1940. Został zamordowany między 23 a 24 kwietnia 1940 przez NKWD w lesie katyńskim. Nie został zidentyfikowany podczas ekshumacji prowadzonej przez Niemców w 1943. 

## Ordery i odznaczenia
- Krzyż Walecznych
- Brązowy Krzyż Zasługi[2]
- Krzyż Kampanii Wrześniowej – pośmiertnie 1 stycznia 1986[3]